# Jeden dzieli drugi wybiera

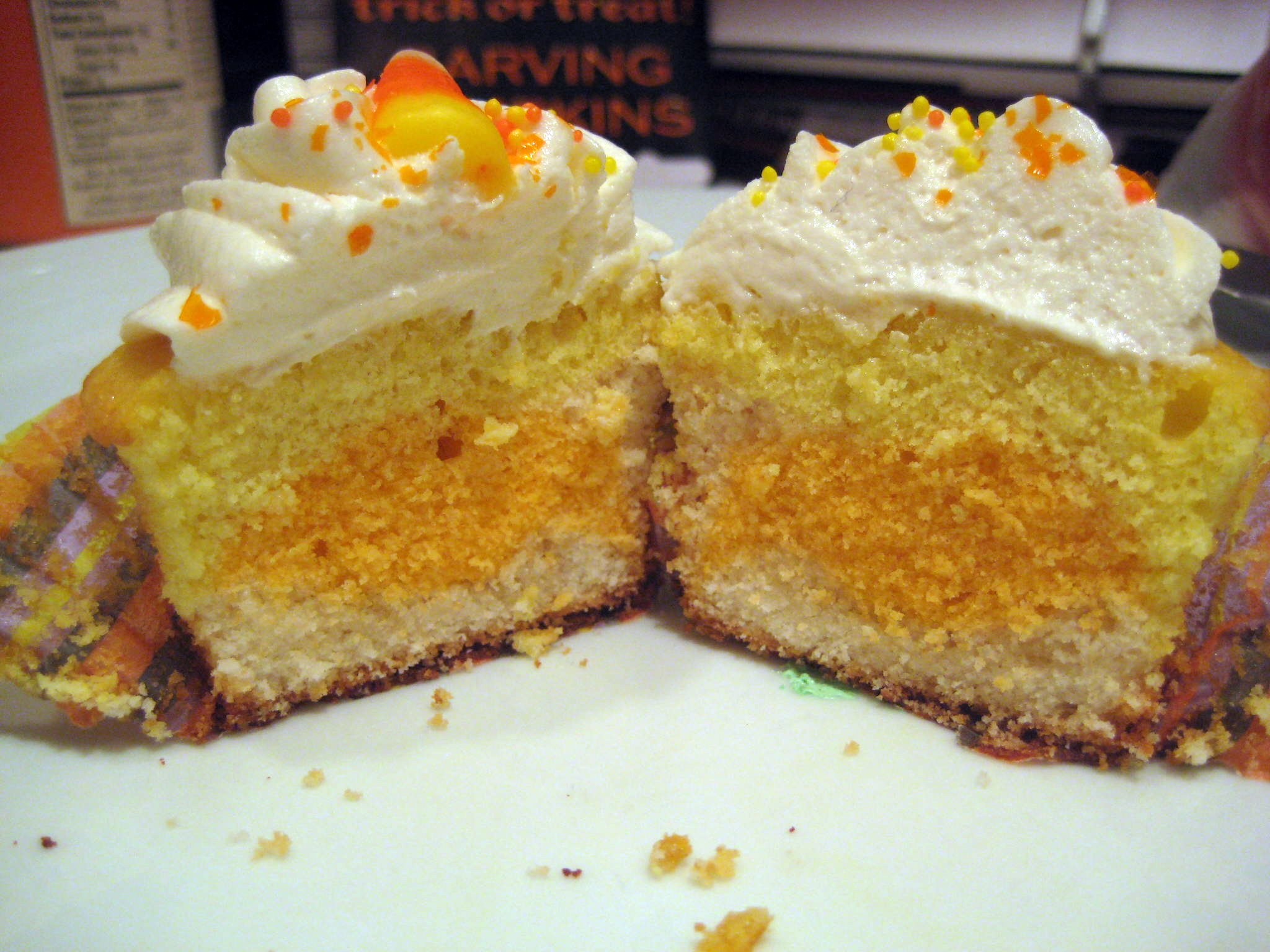
Zasadę można stosować w zwykłych codziennych decyzjach dotyczących podziału, jak np. podziału tortu

Jeden dzieli, drugi wybiera – tradycyjna metoda „sprawiedliwego” podziału pomiędzy dwie osoby. Jedna z osób dokonuje podziału na dwie części, następnie druga wybiera jedną z części dla siebie.
Metoda ma zastosowanie do rzeczy „dowolnie podzielnych”, co oznacza, że:
- dzielona rzecz nie traci wartości wskutek podziału, oraz
- podział można przeprowadzić w dowolnie wybranym stosunku.

Wymóg pierwszy wyklucza zastosowanie metody do przedmiotów niepodzielnych (np. książka). Wymóg drugi wyklucza przedmioty niedające się podzielić „równo” według żadnego z uczestników podziału (np. trzy takie same monety). Jest on podstawą założenia, że przynajmniej jeden z uczestników podziału (dzielący) może podzielić rzecz na części o równej (według niego) wartości. Dzięki temu nie zostanie pokrzywdzony, niezależnie od wyboru drugiego uczestnika.

## Uogólnienia
Metodę łatwo uogólnić na dowolny podział w proporcji N do M: jeden dzieli na N+M części, drugi wybiera tyle, ile mu przysługuje.
Uogólnienie na więcej osób jest trudniejsze. Jeśli możliwe są podziały tego co już podzielono, należy podzielić między 2 graczy, potem każdy z nich dzieli się z kolejnym w proporcji 2:1, potem każdy z kolejnym 3:1 itd., co prowadzi do niepraktycznie dużej liczby podziałów. Jeśli dzielone było np. ciasto, to co z niego zostanie po takim podziale dla 6 osób to będą stosy okruchów dla każdego (podział na {\displaystyle 2\times 3\times 4\times 5\times 6=720} kawałków).
Problem ma miejsce również jeśli gracze mają różną funkcję oceny podziałów. Gracz dzielący tworzy jedną część, którą przeciwnik ocenia na więcej niż 50% wartości, i drugą, którą ocenia na mniej niż 50%, za to o wiele więcej wartą według własnej oceny. Tak więc dzielący jest w o wiele lepszej sytuacji niż wybierający.
Jeśli ma miejsce sytuacja iterowania zasady „jeden dzieli drugi wybiera”, w takim przypadku może mieć sens wybranie „gorszej” części, żeby ukarać przeciwnika i zmusić go do lepszych podziałów.